# Torneo de Estrasburgo 2020
El Internationaux de Strasbourg 2020 fue un torneo profesional de tenis en canchas de arcilla. Fue la 34.ª edición del torneo que forma parte de la WTA Tour 2020. Se llevó a cabo en Estrasburgo (Francia) desde el 20 hasta 26 de septiembre de 2020.

## Distribución de puntos
| Modalidad           | Campeona | Finalista | Semifinales | Cuartos de final | 2ª ronda | 1ª ronda | Clasificadas | 2ª ronda de clasificación | 1ª ronda de clasificación |
| Individual femenino | 280      | 180       | 110         | 60               | 30       | 1        | 18           | 12                        | 1                         |
| Dobles femenino     | 280      | 180       | 110         | 60               | 1        | -        | -            | -                         | -                         |

## Cabezas de serie

### Individuales femenino
| Tenista               | Ranking | Preclasificada |
| Karolína Plíšková     | 4       | 1              |
| Elina Svitolina       | 6       | 2              |
| Kiki Bertens          | 8       | 3              |
| Aryna Sabalenka       | 12      | 4              |
| Elena Rybakina        | 18      | 5              |
| Amanda Anisimova      | 27      | 6              |
| Ekaterina Alexandrova | 31      | 7              |
| Sloane Stephens       | 33      | 8              |

- Ranking del 14 de septiembre de 2020.[2]

### Dobles femenino
| Tenista                             | Ranking | Preclasificada |
| Nicole Melichar Demi Schuurs        | 24      | 1              |
| Gabriela Dabrowski Jeļena Ostapenko | 27      | 2              |
| Shuko Aoyama Ena Shibahara          | 50      | 3              |
| Hayley Carter Luisa Stefani         | 75      | 4              |

## Campeonas

### Individual femenino
Elina Svitolina venció a  Elena Rybakina por 6-4, 1-6, 6-2

### Dobles femenino
Nicole Melichar /  Demi Schuurs vencieron a  Hayley Carter /  Luisa Stefani por 6-4, 6-3